# Adur District
Adur District  är ett distrikt (motsvarande kommun) i grevskapet West Sussex i England, Storbritannien. Distriktet har 64 688 invånare (2022). Större orter är Lancing, Shoreham-by-Sea och Southwick. Området kring orterna Shoreham-by-Sea och Southwick är inte indelat i civil parishes, resten av distriktet är indelat i tre civil parishes: Coombes, Lancing och Sompting. Distriktet har fått sitt namn från floden River Adur.